# Takeshi Kawaharazuka
Takeshi Kawaharazuka (河原塚 毅 Kawaharazuka Takeshi?,  nacido el 1 de febrero de 1975 en Saitama) es un exfutbolista japonés. Jugaba de delantero y su último club fue el Okinawa Kariyushi FC de Japón.

## Trayectoria

### Clubes
| Club                 | País  | Año  |
| -------------------- | ----- | ---- |
| Albirex Niigata      | Japón | 1999 |
| Okinawa Kariyushi FC | Japón | 2002 |